# Bowscale
Bowscale – osada w Anglii, w hrabstwie Kumbrii, w dystrykcie (unitary authority) Westmorland and Furness, w civil parish Mungrisdale. Leży 9 km od miasta Penrith. W 1931 roku civil parish liczyła 27 mieszkańców.